# EMB (code)
Pour les articles homonymes, voir EMB.
EMB est un sigle faisant partie d'un code d'emballage dans la réglementation française.
Il précède un numéro désignant une entreprise par son département, puis le numéro d'ordre de la commune où elle se trouve. Le service de répression des fraudes peut ainsi vérifier les conditions dans lesquelles l'entreprise a procédé à l'emballage du produit sur lequel se trouve ce code (justesse des pesées par exemple). Les codes EMB sont délivrés par les Directions départementales de la protection des populations (ou DDCSPP).
Pour rechercher la commune où le produit a été conditionné, il est possible de se rendre sur le site de l'Insee et d'entrer les 5 chiffres du code EMB.
Open Food Facts et Open Beauty Facts générent de manière participative des listes de produits pour ces codes emballeurs,.